# Бальцери
Бальцери (біл. вёска Бальцары) — село в складі Молодечненського району Мінської області, Білорусь. Село підпорядковане Олехновицькій сільській раді, розташоване в західній частині області.

## Історія
У 1921—1945 роках застінок знаходилось у Польщі, у Вільнюській воєводстві, Вілейського повіту, c 1927 Молодечненського повіту гміні Гарадок.

## Населення
- 1921 рік — 12 люди, 1 будинки[1].
- 1931 рік — 15 люди, 1 будинки[2].